# Sông Ba Ran
Sông Ba Ran (tên khác: Khe Đá Mài) là một con sông đổ ra Sông Hương. Sông có chiều dài 31 km và diện tích lưu vực là 238 km². Sông Ba Ran chảy qua thành phố Huế, Đà Nẵng .